# Rivalutazione
In economia, la rivalutazione indica l'aumento del valore nominale di un capitale o di una valuta nel corso del tempo, in virtù di automatismi (ad esempio la rivalutazione del trattamento di fine rapporto, il cui il tasso di rivalutazione è fissato dal codice civile) o dell'andamento di determinati indici.

## Descrizione
Le rivalutazioni automatiche in genere consentono di conservare sostanzialmente il valore reale del capitale.
Nell'ambito di un sistema valutario, l'introduzione in un paese di una nuova valuta alterata nel suo valore nominale ma senza alcun cambiamento al valore reale (sia che mantenga lo stesso nome o meno) prende il nome di "ridenominazione".

## Nel mondo

### In Italia
Per la rivalutazione di valori monetari si utilizza l'indice nazionale dei prezzi al consumo per le famiglie di operai e impiegati (indice FOI - Famiglie di Operai e Impiegati). Tale indice si riferisce ai consumi dell'insieme delle famiglie che fanno capo a un lavoratore dipendente operaio o impiegato.
L'indice FOI (al netto dei tabacchi) è utilizzato per adeguare periodicamente i valori monetari come ad esempio gli affitti o gli assegni dovuti al coniuge separato.
La pubblicazione dell'indice avviene sulla Gazzetta Ufficiale ai sensi dell'art. 81 della legge 27 luglio 1978, n. 392 e sul sito dell'ISTAT, generalmente verso la metà del mese successivo a quello di riferimento. 